# Lucas Wallmark
Lucas Wallmark (né le 5 septembre 1995 à Umeå en Suède) est un joueur professionnel suédois de hockey sur glace. Il évolue au poste d'attaquant.

## Biographie

### Carrière en club
Formé à l'IF Björklöven, il poursuit son apprentissage dans les équipes de jeunes du Skellefteå AIK. Il débute dans l'Elitserien avec l'équipe première en 2013. Lors du repêchage d'entrée dans la LNH 2014, il est choisi au quatrième tour, à la 97e place au total par les Hurricanes de la Caroline. Il remporte la Ligue des champions 2015 avec le Luleå HF. Il part en Amérique du Nord en 2016 et est assigné aux Checkers de Charlotte, club ferme des Hurricanes dans la Ligue américaine de hockey. Le 13 mars 2017, il joue son premier match dans la Ligue nationale de hockey avec les Hurricanes chez les Islanders de New York. Le lendemain, il enregistre son premier point, une assistance face à cette même équipe. Il marque son premier but dans la LNH le 30 décembre 2017 chez les Blues de Saint-Louis.
Le 24 février 2020, il est échangé aux Panthers de la Floride avec les attaquants Erik Haula et Eetu Luostarinen ainsi que le défenseur Chase Priskie en retour de Vincent Trocheck.

### Carrière internationale
Il représente la Suède au niveau international. Il prend part aux sélections jeunes.

## Statistiques

### En club
| Saison     | Équipe                    | Ligue       |     | Saison régulière | Saison régulière | Saison régulière | Saison régulière | Saison régulière |   | Séries éliminatoires | Séries éliminatoires | Séries éliminatoires | Séries éliminatoires | Séries éliminatoires |
| Saison     | Équipe                    | Ligue       | PJ  | B                | A                | Pts              | Pun              | PJ               | B | A                    | Pts                  | Pun                  |                      |                      |
| 2012-2013  | Skellefteå AIK            | Elitserien  | 2   | 0                | 0                | 0                | 0                | -                | - | -                    | -                    | -                    |                      |                      |
| 2012-2013  | Karlskrona HK             | Allsvenskan | 16  | 5                | 5                | 10               | 4                | 7                | 0 | 5                    | 5                    | 2                    |                      |                      |
| 2013-2014  | Luleå HF                  | SHL         | 41  | 3                | 7                | 10               | 2                | 1                | 0 | 0                    | 0                    | 0                    |                      |                      |
| 2013-2014  | Asplöven HC               | Allsvenskan | 11  | 1                | 7                | 8                | 6                | -                | - | -                    | -                    | -                    |                      |                      |
| 2014-2015  | Luleå HF                  | SHL         | 50  | 5                | 13               | 18               | 14               | 9                | 0 | 5                    | 5                    | 2                    |                      |                      |
| 2015-2016  | Luleå HF                  | SHL         | 48  | 8                | 24               | 32               | 20               | 11               | 7 | 2                    | 9                    | 4                    |                      |                      |
| 2016-2017  | Checkers de Charlotte     | LAH         | 67  | 24               | 22               | 46               | 28               | 5                | 3 | 3                    | 6                    | 2                    |                      |                      |
| 2016-2017  | Hurricanes de la Caroline | LNH         | 8   | 0                | 2                | 2                | 2                | -                | - | -                    | -                    | -                    |                      |                      |
| 2017-2018  | Hurricanes de la Caroline | LNH         | 11  | 1                | 0                | 1                | 2                | -                | - | -                    | -                    | -                    |                      |                      |
| 2017-2018  | Checkers de Charlotte     | LAH         | 44  | 17               | 37               | 54               | 16               | 8                | 3 | 2                    | 5                    | 4                    |                      |                      |
| 2018-2019  | Hurricanes de la Caroline | LNH         | 81  | 10               | 18               | 28               | 36               | 15               | 1 | 4                    | 5                    | 6                    |                      |                      |
| 2019-2020  | Hurricanes de la Caroline | LNH         | 60  | 11               | 12               | 23               | 18               | -                | - | -                    | -                    | -                    |                      |                      |
| 2019-2020  | Panthers de la Floride    | LNH         | 7   | 1                | 1                | 2                | 0                | 2                | 0 | 0                    | 0                    | 2                    |                      |                      |
| 2020-2021  | Blackhawks de Chicago     | LNH         | 16  | 0                | 3                | 3                | 6                | -                | - | -                    | -                    | -                    |                      |                      |
| 2020-2021  | Panthers de la Floride    | LNH         | 4   | 0                | 0                | 0                | 0                | -                | - | -                    | -                    | -                    |                      |                      |
| 2021-2022  | HK CSKA Moscou            | KHL         | 31  | 8                | 11               | 19               | 18               | 2                | 0 | 0                    | 0                    | 0                    |                      |                      |
| 2022-2023  | ZSC Lions                 | NL          | 50  | 10               | 27               | 37               | 30               | 7                | 0 | 1                    | 1                    | 2                    |                      |                      |
| Totaux LNH | Totaux LNH                | Totaux LNH  | 187 | 23               | 36               | 59               | 64               | 17               | 1 | 4                    | 5                    | 8                    |                      |                      |

### En équipe nationale
| Année | Évènement                            |   | PJ | B | A | Pts | Pun | +/-               |  | Résultat |
| 2013  | Championnat du monde moins de 18 ans | 5 | 2  | 3 | 5 | 2   | 0   | 5e place          |  |          |
| 2014  | Championnat du monde junior          | 7 | 3  | 5 | 8 | 2   | +5  | Médaille d'argent |  |          |
| 2015  | Championnat du monde junior          | 7 | 4  | 2 | 6 | 8   | +3  | 4e place          |  |          |